# Max Rockatansky
Maximilian Rockatansky, dit Max Rockatansky, est un personnage de fiction créé par George Miller, Byron Kennedy et James McCausland, apparaissant pour la première fois dans le film Mad Max (1979) réalisé  par George Miller. Il est interprété par Mel Gibson dans les trois premiers films de la saga sortis en 1979, 1981 et 1985, puis par Tom Hardy dans Mad Max: Fury Road (2015).

## Biographie fictive
Max Rockatansky est un jeune policier de la Main Force Patrol qui lutte pour la paix sur les routes d'une Australie dystopique. Calme, il parle rarement et semble ne jamais prêter une grande attention à sa réputation. Il est un pilote exceptionnel et a une vie émotionnelle complexe. 

### Mad Max(1979)

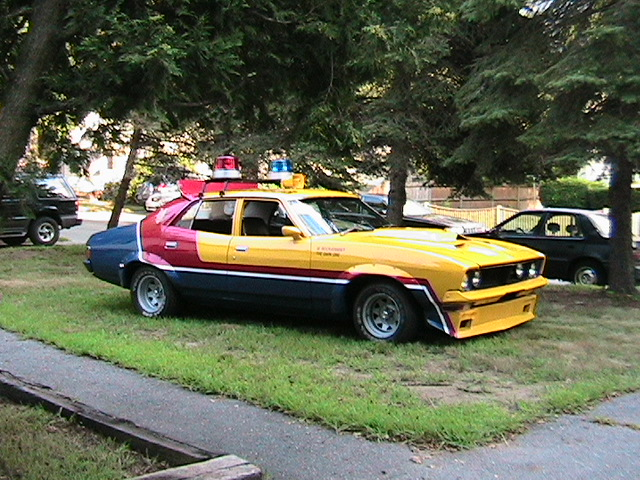
Une réplique de l'Interceptor de Mad Max.

Dans le premier volet, après avoir poursuivi un membre des Aigles de la route (Nightriders en VO), Max Rockatansky assiste à des vandalismes commis par ce même gang, qui vont jusqu'à brûler vif Jim Goose, son collègue et meilleur ami. Max donne sa démission et part avec son épouse Jesse et son fils Sprog en vacances. Mais cette tranquillité ne dure pas, car Jessie est inquiétée par les Aigles de la route. Le gang de motards suit Jesse, en fuite avec son fils et son hôtesse. À l'issue de la poursuite, Jesse et son fils sont écrasés par les motards.
Incapable de faire face à la perte de son meilleur ami, son épouse et son fils nouveau-né, Max décide de prendre l'Interceptor, voiture de poursuite suralimentée, et d'entreprendre sa vengeance en tuant un par un les membres des Aigles de la route. Durant cette croisade, il est blessé d'une balle à la jambe gauche et a le bras droit écrasé par les roues de la moto de l'un des motards. Il tue son agresseur. De plus en plus implacable et impitoyable, il les tue tous, dont celui qui a provoqué la mort de Goose.
Après cette vengeance, il erre sans but dans des étendues désertes.

### Mad Max 2: le défi(1981)
Le second volet se déroule des années plus tard, dans un monde post-apocalyptique où règne le chaos et la barbarie. Max erre sans autre but que trouver du carburant pour son véhicule. Il est désormais accompagné d'un chien dont on ignore le nom.
Après une rencontre avec un pilote d'autogire (une sorte de scooter-hélicoptère au look clairement Steampunk), il décide de rendre visite à une communauté vivant en autarcie, abritée dans une usine pétrolifère et assiégée par un gang.
Il s'allie à cette communauté et retrouve, grâce à eux, ce qui semble être une once d'humanité.

### Mad Max: Fury Road(2015)
30 ans après le précédent volet, Max Rockatansky revient sous les traits de Tom Hardy.
Poursuivi par les War Boys, un gang commandé par l'impitoyable Immortan Joe, Max se fait capturer et devient malgré lui une réserve de sang pour les combattants affaiblis du gang.
Il se retrouve alors embarqué dans une course-poursuite contre l'Imperator Furiosa, qui s'est enfuie avec les Épouses d'Immortan Joe au volant d'un camion-citerne. Après quelques péripéties et ayant survécu à un accident automobile, il se retrouve contraint d'accompagner Furiosa et ses protégées. Immortan Joe est à leur trousses et il est prêt à tout pour récupérer sa "propriété".

## Œuvres où le personnage apparaît

### Films
- Mad Max (Mad Max, George Miller, 1979) avec Mel Gibson (VF : Patrick Floersheim)
- Mad Max 2 : le défi (Mad Max 2, George Miller, 1981) avec Mel Gibson (VF : Patrick Floersheim)
- Mad Max : Au-delà du dôme du tonnerre  (Mad Max Beyond Thunderdome, George Miller et  George Ogilvie, 1985) avec Mel Gibson (VF : Jacques Frantz)
- Mad Max: Fury Road, (George Miller, 2015) avec Tom Hardy (VF : Jérémie Covillault)

### Jeux vidéo
- Mad Max, jeu sorti en septembre 2015 sur PC, PS4 et Xbox One. Il est interprété par Bren Foster.
- Broforce (PC Mac PS4, 2015), Le personnage y apparaît en tant que "Bro" jouable, sous le pseudonyme de Bro Max